# Cuestión de Amapá

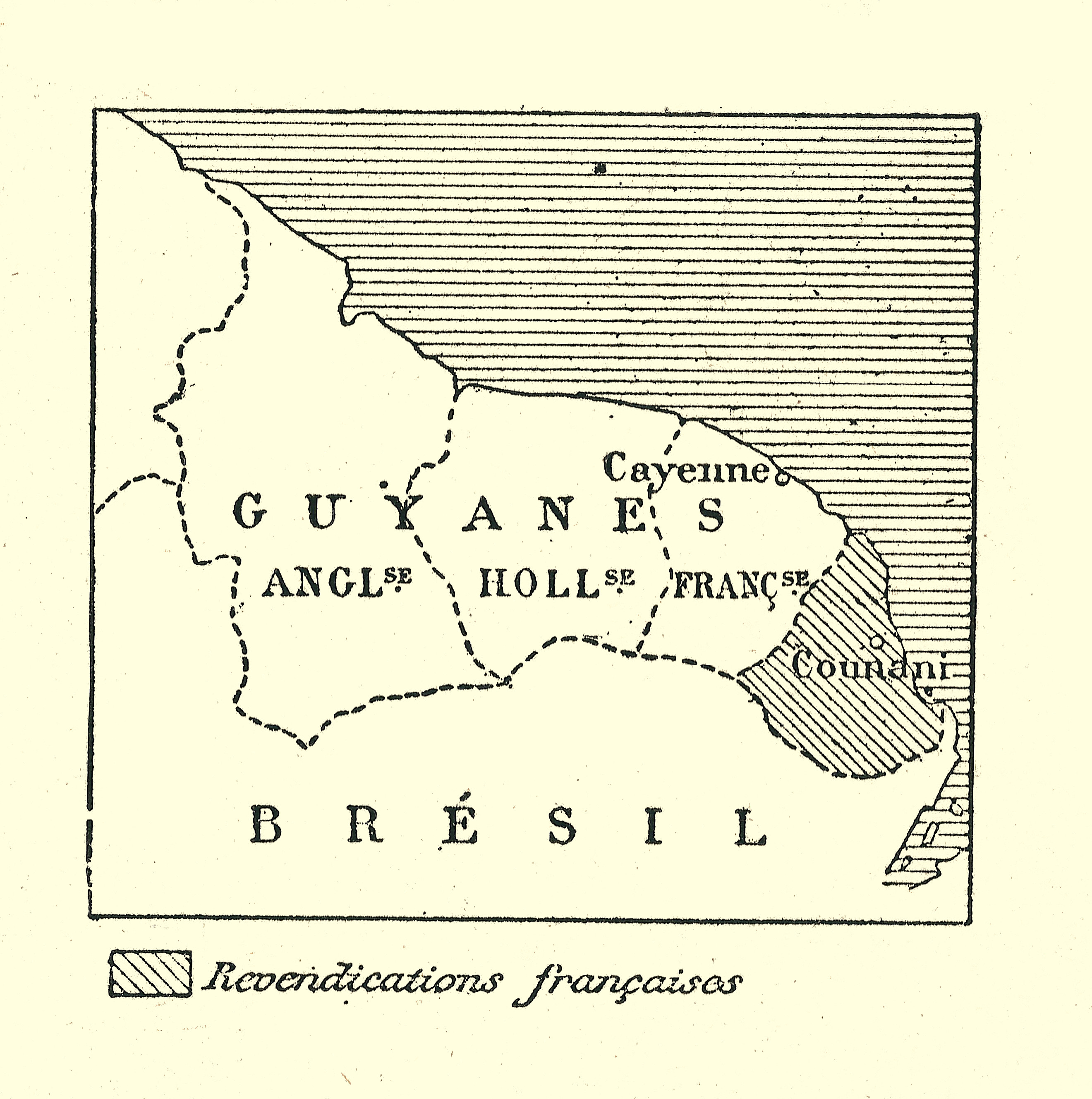
Mapa de la Guayana Británica, Guayana Neerlandesa y la Guayana Francesa. A pesar de que la Counani Francesa había pasado a poder del Imperio portugués y más tarde a Brasil por el Tratado de Utrecht, Francia aún reivindicaba ese territorio como suyo.

La cuestión del Amapá (Matière d'Amapá en francés) (Questão do Amapá en portugués), también conocida como conflicto franco-brasileño (Contesté franco-brésilien en francés) (Contestado franco-brasileiro en portugués), se refiere a una disputa que involucró a Francia y Brasil a finales del siglo XIX, agravada a partir de 1895, sobre la cuestión de delimitar la frontera entre ambos países. El vasto territorio reclamado por ambos estados comprendía toda la parte norte del estado de Amapá y el noroeste de Pará. El protocolo del 10 de abril de 1897, firmado entre los dos gobiernos, determinó de manera más o menos precisa los límites de este territorio disputado.
Si bien el Tratado de Utrecht de 1713 había establecido la frontera entre Brasil y la Guayana Francesa por el río Japoc, este límite fue cuestionado después de ocurrida la Revolución Francesa sucesivamente por el Directorio, Consulado, y los imperios de Napoleón I y Napoleón III de Francia, siendo objetada la identidad de ese río pues este era identificado por los portugueses o los brasileños con el río Oiapoque, y por los franceses con el Araguari, de ahí la disputa. Brasil ya había ofrecido, en 1856, dividir el territorio disputado tomando como límite el río Calçoene, pero Francia rechazó esta partición manteniendo sus derechos hasta Araguari.
La expansión colonial europea de finales del siglo XIX dio lugar a nuevos conflictos en la región, con el surgimiento de la República Independiente de Guyana (o República de Cunani) y los enfrentamientos armados en el río Calçoene (1894). Tropas francesas invadieron entonces el territorio brasileño hasta el río Araguari, restando de Brasil aproximadamente 260.000 km². 
El Tratado del 10 de abril de 1897 optó por el arbitraje del Presidente del Consejo Federal Suizo, Walter Hauser. Los argumentos brasileños fueron expuestos por el Barón del Río Branco, encargado de la cuestión en 1898. La misma ya había sido investigada por el Barón de manera informal desde 1895 de modo que cuando él llegó en Berna, presentó una memoria de siete volúmenes: A questão de límites entre o Brasil e a Guiana Francesa (La cuestión de límites entre Brasil y la Guayana Francesa) (1899-1900).
La sentencia arbitral fue dictada el 1 de diciembre de 1900, siendo favorable a Brasil, pasó la frontera por el río Oiapoque.